# Salvátor
Salvator (řecky Σωτήρ Sotér, španělsky Salvador, italsky Salvatore, počeštěně Salvátor) je jméno latinského původu. Znamená zachránce.
Křesťanství využívá latinského výrazu "salvator" jako zástupného označení pro Ježíše Krista jakožto Spasitele světa (salvator mundi). Zasvěcení kostelů svatému Salvátoru tedy v naprosté většině případů znamená zasvěcení Ježíši Kristu (pokud Nejsvětějšímu Salvátoru, tak vždy).
V románských zemích se Salvator používá především jako křestní jméno, je také součástí některých geografických názvů, například názvu státu (El) Salvador a jeho hlavního města San Salvador. 

## Názvy chrámů
Svatým nebo Nejsvětějším Salvátorem bývá nejčastěji míněn Ježíš Kristus (Salvator mundi – Spasitel světa). Některé kostely jsou ale pojmenovány i po světcích, nesoucích jméno Salvator (viz seznam níže). 
- Výraz Nejsvětější Salvátor se používá za účelem vyjádření, že Bůh je nejvýš svatý, kdežto svatost lidská je jen pouhým odleskem svatosti Boží (Lv 11,45; Mt 5,48; 1 Pt 1,15; Zj 22,11) (v teologii se hovoří o tzv. lunárním principu svatosti).
- Označení svatý Salvátor vychází z pojetí, že Bůh jediný je (v pravém slova smyslu) svatý (Zj 15,4), čímž se pojem nejsvětější stává nadbytečným (zvláště tehdy, pokud daná církev svatost přiznává pouze Bohu a neuznává světce).

## Křestní jméno
Původní latinské jméno Salvator je křestním jménem oblíbeným zejm. v románsky hovořících zemích, v této podobě je také rozšířené v anglofonních zemích. Základní španělská a portugalská podoba jména je Salvador (jméno, jehož nejznámějším nositelem byl kontroverzní katalánský surrealistický malíř a grafik Salvador Dalí). Italskou podobou jména je Salvatore, v této podobě je známé také jako příjmení (příjmení Salvatore nosí např. dvě hlavní postavy seriálu The Vampire Diaries).

## Seznam svatých a blahoslavených

### Svatí
- Salvator de Horta Grionesos (Salvator z Horty) OFMObs, zemř. 1567, svátek 18. března
- Salvator Lara Puente (zemř. 1926, svatořečen r. 2000), svátek 21. května,
- Salvator, biskup v Bellunu (Itálie)

### Blahoslavení
- Salvator Enguix Garés, svátek 28. října
- Salvator Estrugo Solves, svátek 21. srpna
- Salvator Ferrandis Seguí, svátek 3. srpna
- Salvator Lilli (zemř. 1895, blahořečen r. 1982), svátek 22. listopadu
- Salvator Mollar Ventura, svátek 27. října
- Salvator Pigem Serra, svátek 13. srpna

## Příjmení
- Ludvík Salvátor Toskánský, arcivévoda rakouský a toskánský, cestovatel a spisovatel, polyglot
- Karel Salvátor Rakousko-Toskánský, rakouský vévoda, otec Františka Salvátora
- František Salvátor Rakousko-Toskánský, arcivévoda, syn Karla Salvátora

## V geografii
Po Nejsvětějším Spasiteli je pojmenován také stát (El) Salvador a jeho hlavní město San Salvador, oba názvy nesou i další místa v Latinské Americe. Ostrov označovaný jako San Salvador bylo první místo přináležející k americkému kontinentu, kterého Kryštof Kolumbus během objevení Ameriky (v noci z 11. na 12. října 1492) dosáhl.

## V názvech řeholních řádů
V češtině (a jiných jazycích) se latinské označení salvator dochovalo v názvu řádu salvatoriánů (Společnost Božského Spasitele). Dalším řádem, který ve svém názvu nese Ježíše Krista, jsou (samozřejmě vedle explicitních jezuitů (Tovaryšstvo Ježíšovo)) redemptoristé (Kongregace Nejsvětějšího Vykupitele) (z latinského redemptor – Vykupitel, v podstatě synonymum slova Spasitel).

## Ve výtvarném umění
Salvator mundi je také označení pro specifický ikonografický výjev znázorňující žehnajícího Krista.